# Waldwisse
Waldwisse é uma comuna francesa na região administrativa de Grande Leste, no departamento de Mosela. Estende-se por uma área de 11,74 km². Em 2010 a comuna tinha 828 habitantes (densidade: 70,5 hab./km²).